# Teorema di Wiener-Chinčin
Il teorema di Wiener–Chinčin (anche noto come teorema di Wiener–Chinčin e talvolta come teorema di Wiener–Chinčin–Einstein) afferma che la densità spettrale di energia di un segnale coincide con la trasformata di Fourier della funzione di autocorrelazione del segnale stesso.
In formule, si esprime:
{\displaystyle {\mathcal {E}}_{X}(f)=\int _{-\infty }^{\infty }R_{X}(\tau )e^{-j2\pi f\tau }\ d\tau ,}
dove {\displaystyle {\mathcal {E}}_{X}(f)} è la densità spettrale di energia e {\displaystyle R_{X}(\tau )} è la funzione di autocorrelazione. Per segnali di energia, quindi, la densità spettrale di energia si può definire come la trasformata di Fourier dell'autocorrelazione del segnale, che si dimostra essere uguale al modulo dell'ampiezza della trasformata di Fourier del segnale, elevata al quadrato. Per segnali di potenza, invece, si definisce densità spettrale di potenza la trasformata di Fourier dell'autocorrelazione del segnale.

## Storia
Norbert Wiener dimostrò questo teorema per il caso di una funzione deterministica nel 1930; Aleksandr Chinčin poi dimostrò un risultato analogo per i processi stocastici stazionari e lo pubblicò nel 1934. Albert Einstein aveva già enunciato il principio, senza dimostrazione, in una breve nota di due pagine nel 1914.

## Wiener–Chinčin per i segnali deterministici di energia
Supposto che la funzione di autocorrelazione {\displaystyle R_{X}(\tau )} sia Fourier-trasformabile: la trasformata di Fourier dell'autocorrelazione di un segnale deterministico di energia è la densità spettrale di energia (ESD), ossia:
{\displaystyle {\mathcal {F}}\{R_{X}(\tau )\}\equiv {\mathcal {E}}_{X}(f),\quad \forall f.}
Dimostrazione del teorema
{\displaystyle {\mathcal {F}}\{R_{X}(\tau )\}={\mathcal {F}}\left\{\int _{-\infty }^{\infty }y(t)y^{*}(t+\tau )\ dt\right\}.}
Per la proprietà della convoluzione si ha che:
{\displaystyle {\mathcal {F}}\{y(\tau )*y^{*}(-\tau )\}=Y(f)Y^{*}(f)=|Y(f)|^{2}={\mathcal {E}}(f).}

## Wiener–Chinčin per i segnali deterministici di potenza
Supposto che la funzione di autocorrelazione {\displaystyle R_{X}(\tau )} sia Fourier-trasformabile: la trasformata di Fourier dell'autocorrelazione di un segnale deterministico di potenza è lo spettro (bilatero) di densità di potenza (PSD), cioè:
{\displaystyle {\mathcal {F}}\{R_{X}(\tau )\}\equiv {\mathcal {P}}_{X}(f),\quad \forall f.}
Dimostrazione del teorema
Supposto che si possa considerare:
{\displaystyle x_{T}(t)={\begin{cases}x(t),&{\text{se }}|t|<{\frac {T}{2}},\\0,&{\text{altrimenti,}}\end{cases}}}
il segnale limitato all'intervallo {\displaystyle [-T/2,+T/2]} avente trasformata di Fourier {\displaystyle X_{T}(f)\equiv {\mathcal {F}}\{x_{T}(t)\}}. Se x(t) è un segnale di potenza (a potenza finita), allora {\displaystyle x_{T}(t)} è un segnale di energia (a energia finita, poiché limitato in tale intervallo) avente spettro di densità di energia {\displaystyle {\mathcal {E}}_{X_{T}}(f)\equiv |X_{T}(f)|^{2}}. È ora possibile definire il periodogramma di {\displaystyle x_{T}(t)} come:
{\displaystyle {\mathcal {P}}_{X_{T}}(f)\equiv {\frac {|X_{T}(f)|^{2}}{T}}.}
Ora sappiamo che la funzione di autocorrelazione di {\displaystyle x(t)} è legata a quella di {\displaystyle x_{T}(t)} da:
{\displaystyle R_{X}(\tau )\equiv \lim _{T\to \infty }{\frac {R_{X_{T}}(\tau )}{T}}.}
E trasformando secondo Fourier:
{\displaystyle {\mathcal {F}}\{R_{X}(\tau )\}\equiv {\mathcal {F}}\left\{\lim _{T\to \infty }{\frac {R_{X_{T}}(\tau )}{T}}\right\}=\lim _{T\to \infty }{\frac {{\mathcal {F}}\{R_{X_{T}}(\tau )\}}{T}}=\lim _{T\to \infty }{\frac {|X_{T}(f)|^{2}}{T}}\equiv {\mathcal {P}}_{X}(f)}
per definizione di spettro di densità di potenza. E ciò dimostra il teorema.
Una simile dimostrazione può essere fatta (più lunga e laboriosa) considerando il generico filtro passa-banda ideale e calcolando lo spettro di potenza di {\displaystyle y(t)\equiv x(t)*h(t)} segnale in uscita a filtro secondo la definizione di {\displaystyle P_{Y}(f)}.

## Wiener–Chinčin per processi aleatori ergodici
Lo spettro (bilatero) di densità di potenza di un processo ergodico (e quindi anche stazionario) è pari alla trasformata di Fourier della funzione di autocorrelazione del processo. Come conseguenza dell'ergodicità l'autocorrelazione può essere calcolata come momento misto di ordine (1,1). Quindi:
{\displaystyle {\mathcal {F}}\{R_{X}(\tau )\}\equiv {\mathcal {F}}\{m_{X}^{(1,1)}(\tau )\}\equiv {\mathcal {P}}_{X}(f),\quad \forall f.}

## Wiener–Chinčin per processi aleatori non stazionari e non ergodici
Supposto che la funzione di autocorrelazione media-temporale di un processo (in generale, non stazionario e non ergodico) a valori complessi
{\displaystyle X(t)\equiv \{x(t;\omega )\in \mathbb {C} ,t\in (-{\mathcal {1}},+{\mathcal {1}}),\omega \in \Omega \}}
sia Fourier-trasformabile, allora lo spettro bilatero di densità di potenza è uguale alla trasformata di Fourier della funzione autocorrelazione media-temporale:
{\displaystyle {\mathcal {F}}\{{\overline {R}}_{X}(\tau )\}\equiv {\mathcal {P}}_{X}(f),\quad \forall f,}
dove:
{\displaystyle {\overline {R}}_{X}(\tau )\equiv \langle R_{X}(\tau )\rangle =\lim _{T\to \infty }{\frac {1}{T}}\int _{-T/2}^{T/2}R_{X}(t,t+\tau )dt}
e l'operatore {\displaystyle \langle \cdot \rangle } è l'operatore di media-temporale.

### Dimostrazione del teorema
È possibile far vedere come considerando la realizzazione limitata nel tempo e di durata {\displaystyle T} relativa alla {\displaystyle x(t;\omega )}:
{\displaystyle x_{T}(t;\omega )={\begin{cases}x(t;\omega ),&{\text{se }}|t|\leq {\frac {T}{2}},\\0,&{\text{altrimenti,}}\end{cases}}}
e la corrispondente trasformata di Fourier {\displaystyle X_{T}(f;\omega )\equiv {\mathcal {F}}\{x_{T}(t;\omega )\}}, dalla definizione di spettro bilatero di densità di potenza del processo {\displaystyle X(t)}:
{\displaystyle {\mathcal {P}}_{X}(f):=\lim _{T\to \infty }{\frac {1}{T}}E\{|X_{T}(f;\omega )|^{2}\},}
si giunge alla dimostrazione del teorema, ossia che {\displaystyle {\mathcal {F}}^{-1}\{{\mathcal {P}}_{X}(f)\}\equiv {\overline {R}}_{X}(\tau ),\quad \forall f}, supposto che:
{\displaystyle \int _{t_{1}=-T/2}^{+T/2}\int _{t_{2}=-T/2}^{+T/2}{\mathcal {R}}_{X}(t_{1},t_{2})dt_{1}dt_{2}<+\infty .}.